# Daruvarsko-pakrački kraj u rimskoj antici
Daruvarsko-pakrački kraj u rimskoj antici bio je dio antičke Panonije, a također i ilirski prostor. Neki arheološki nalazi pokazuju da se je ovdje živjelo i u antičko doba.

## Uvod
Urbana povijest Daruvara je duga i uskoro će biti dvije tisuće godina od osnutka prvog lokaliteta poznatog kao organizirana urbana cjelina. Najstarije poznato naselje, smješteno pored ljekovitih geotermalnih izvora na prostoru Daruvarske kotline datira u 4. st. pr. Kr. Arheologija na ovom području svojim nalazima, (kamene sjekire), kazuje da je kraj bio naseljen i ranije, u kameno doba. 
Za važnost koju ima kroz povijest, a i danas, neosporivu zaslugu imaju geotermalna vrela, čija je ljekovitost poznata od početka postojanja i života na ovom području. Od vremena Rimljana, kada je ovdje obitavalo panonsko-keltsko pleme, koje su grčki i rimski pisci nazvali Iasi, u značenju «Topličani» ili «Iscjelitelji», a sve prema velikom broju geotermalnih vrela s iscjeliteljskim svojstvima. Rimljani osnivaju svoje naselje pod imenom Aquae Balissae u značenju «Vrlo jaka vrela», tj. današnji Daruvar. Hrvati na ovo područje doseljavaju nakon propasti Zapadnog rimskog carstva i osnivaju naselje Probatica, kasnije Podborje.

## Daruvarsko-pakrački kraj u rimskoj antici
Današnja sjeverna Hrvatska, između Save, Drave i Dunava, bila je dio antičke Panonije. Ovo je također bio ilirski prostor, kako je ustvrdio car August i potvrdio povjesničar Apijan, a potvrđuje antička toponimija i onomastika. Ovom ravnicom prolazile su sve seobe, pa tako i nositelji kulture žarnih polja, Dorani i drugi Grci, a po nekima i Etruščani, kao i ranije drugi Italci. Povijesna seoba, koja je odredila etničku sliku ovih krajeva u antici, bila je keltska seoba u III. stoljeću prije Krista, koja je dovela pleme Skordiska u istočni dio ove ravnice sve do današnjeg Zemuna i Morave. Ta je seoba stvorila specifične kulturne elemente u širokom prostoru sve do Karpata, ali ova provala nije išla južno od Save. 
Trebalo je više od dvije stotine godina da Rimljani zaista podvlaste cijelu obalu i zaposjednu unutrašnjost do Dunava na sjeveru i sjeveroistoku. Za to su vrijeme domaći žitelji ozbiljno iskušavali rimsko oružje i ostavili znatnog traga u djelima grčkih i latinskih pisaca. Među najvećim pohodima u Panoniji u to vrijeme bili su oni cara Oktavijana protiv Segestana i veliki panonsko-delmatski ustanak.  
U Augustovo vrijeme Rimljani su protegnuli Ilirik do njegovih klasičnih granica na sjeveru i istoku: do Dunava, do međuriječja Drine i Morave i do Drima. Gdje su se nositelji rimskog prava tj. rimski građani, pojavili u dovoljnom broju, ustrojili bi svoj skup – coventus civium Romanorum. Također za Augustove vladavine ilirički je prostor podijeljen na tri upravne cjeline. Konstruirane su dvije klasične iliričke pokrajine Dalmacija i Panonija. Bilo je to oko 10 pr. Kr. Prvi imenom poznati namjesnik Panonije bio je legat Junius Blaesus, a na mjestu namjesnika spominje se oko 14 godine. Kasniji carski namjesnici nosili su titulu legatus augusti propraetore. Od početka drugog stoljeća Panonija je podjeljena na dva dijela: Gornju i Donju odnosno Panoniu Inferior i Panoniu Superior. Ta podijela bila je između 103. i 107. godine. 
Od II. stoljeća Rimsko Carstvo je uz goleme napore održavalo stare granice. Rimska je država pronalazila različite načine kako bi suzbila pritisak na granice. Prvo su barbare odbijali oružjem, a zatim je uprava carstva počela uzimati barbare kao saveznike te im plaćala i dijelila zemlju unutar Carstva kako bi odbijali valove sunarodnjaka koji su vršili pritisak na granicu. Plaćenički je sustav potpuno ustuknuo pred savezničkim. Carstvo nije odustajalo od prava na svoj teritorij do Dunava. Formalnopravno iskazivalo je to razvrstavajući pridošlice kao saveznike i dodjeljujući njihovim vladarima rimska dostojanstva.  Panonije su bile središtem borbi za podunavski limes. Granicom se najviše zapovijedalo iz Sirmija (Srijemska Mitrovica) odakle je ustrojavana obrana. Od markomanskog rata (167. – 180.) panonska je vojska držala u rukama sudbinu carstva, bilo braneći njegove granice, bilo postavljajući careve i protucareve. Septimije Sever na carsko prijestolje došao je s položaja upravitelja Gornje Panonije (193.), a zatim je čitav niz zapovjednika s podunavskog limesa ponio carski naslov voljom panonskih legija. Uzlaskom na prijestolje Klaudija II. (286.) započeo je niz careva Ilira od kojih su mnogi vukli podrijetlo iz Panonije, koji su postupno preustrojili obrambeni sustav i čitavu državu. Tijekom IV. stoljeća Panonije su često bile pozornicom bitaka za prijestolje, a u vojskama koje su se borile za suparnike bilo je sve više pridošlica, barbarskih vojnika. Povijest panonskih pokrajina od II do IV stoljeća uzorna je za povijest ukupne barbarizacije carstva. 
Dolaskom na vlast Dioklecijana, cara rodom iz Dalmacije, dolazi 297. do reformi provincija. Naime on je povezao veći broj provincija u velike upravne cjeline nazvane Dijeceze. Tako je dijeceza Ilirik obuhvaćala cijelu Panoniju koja je podijeljena na Gornju i Donju Panoniju. Gornja se dijelila na Pannoia Prima a središte joj je bilo u Savariji, i na Pannonia Savia čije je središte bilo u Sisciji. Donja Panonija se dijelila na Pannonia Valeria sa središtem u Sopianae-umu, i Panonnia Secunda sa središtem u Sirmiju. 
Dioklecijan je pokrajine okupio u dijeceze, a Konstantin ih je poveza u perfekture. Tako je Konstantinovo carstvo bilo podijeljeno u tri prefekture: Galska ili zapadna, italska ili središnja i istočna. Sve Panonije i Dalmacija našle su se u italskoj prefekturi. 
Kada je 395. Teodozije podijelio Carstvo u Istočno i Zapadno, Panonija je, zajedno s Dalmacijom, potpala pod Zapadno carstvo. Granica među carstvima prolazila je granicom Italske i Iliričke prefekture. 
Nakon propasti Zapadnog Rimskog Carstva 476. godine Panonija se našla na vjetrometini seobe naroda. U četiristo godina od I. markomanskog rata (167) pa sve dok kralj Alboin nije poveo Langobarde u Italiju (568.), u Panonije su ušli, naselili se trajno, privremeno ili samo njim prošli nositelji dvadesetak zasebnih barbarskih narodnosnih imena. Većinom su pripadali germanskom krugu, zatim nomadsko stepskom, a napokon su od V. st. Među njima bili i Slaveni. 
Panonije su bile jedna od retori gdje se ovakva preobrazba najintenzivnije odvijala. Iz dijela Amijana Marcelina, Menandara Protektor ili sv. Jeronima, kao i iz arheoloških ostataka, možemo razabrati da se pučanstvo Panonije temeljito izmijenilo.
Čini se da je Bizant od Panonije digao ruke tek kada su Avari razorili Sirmij 583. godine, za razliku od Dalmacije gdje će još stoljećima držati i održavati pomorski limes. 
U VII. st. započelo je na tlu nekadašnjih iliričkih, pogotovo, panonskih pokrajina, proces narodnosnog, kulturnog i političkog oblikovanja povijesnih Hrvata. U njemu su povezani i preoblikovani prinosi prastarog domorodačkog stanovništva, Grčke i Rima, novih doseljenih barbarskih naroda, posebice Slavena, i napokon samih pridošlih Hrvata. 
Pristignuće hrvatske narodnosne skupine značilo je za područje Panonije u bitnome kraj velike seobe naroda, i smirivanje ovog područja. 
Grci i Rimljani su panonsko-keltska plemena nastanjena u kotlini nazvali Jazi,(Iassioi ili Iassi), što znači «Topličani» ili «Iscjelitelji», pošto su njihova iskustva s toplim vrelima bila brzo primijećena i zapisana u važne povijesne knjige. Pleme Iasa spominje Plinije u svojoj »Naturalis Historia«  koji spominje, da im zemlju protiče Drava, pa Ptolomej koji određuje položaj Iasa u istočnom kraju srednjega dijela Gornje Panonije. Prilikom prodora Rimljana u Panoniji ta su plemena možda bili saveznici Oktavijana Augusta pri opsadi i pokoravanju grada Siscia, (današnji Sisak), u 35. prije nove ere. Kao nagradu, dobili su svoju samoupravu pod imenom Res Publica Iasorum. Taj je municipij bio bio pod upravom decuriona quattuorvira, neke vrste pokrajinskoga senata. Pored plemenskog središta Jaza Rimljani su osnovali svoje naselje pod imenom Aquae Ballisae («Vrlo jaka vrela»). Razvoj naselja i termalnog lječilišta potpomogao je i povoljan promrtni položaj na rimskim cestama Siscija-Mursa, Salona-Akvinkium i Sirmij-Petovij. Car Hadrijan je 124. godine naselju dodijelio prestižni stadij municipija, Muncipium Iasorum, a teritorij mu se prostirao između obala rijeke Save na jugu te Drave na sjeveru. 
Prema sačuvanim natpisima poznate Jazinske «Iscijeliteljske Terme» («Therme Iasorum), bile su posjećene od careva: Hadrijana, Marka Aurelija, Komoda, Septimija Severa, Konstantina I. Velikog. Nalazi ukazuju da je u Aquae Iasorum postojao forum ukrašen carskim konjaničkim brončanim kipovima i statuama, Jupiterov hram, termalni kompleks sa Silvanovim hramom, amfiteatar. Najpoznatiji arheološki nalaz iz Daruvara je kasnoantički mrežasti diatretni pehar za vino koji se danas nalazi u Kunsthistorisches Museum u Beču.
Sjeverozapadna hrvatska dolazi pod vlast Rimljana nakon pada Siska, oko 30. god. pr. Krista. Rimska vlast se ovdje, međutim učvršćuje tek četrdesetak godina kasnije, nakon sloma Batonova ustanka. Kao i drugdje, i na našem području Rimljani daju i povlastice plemenima na osvojenom teritoriju. Tako za Jaze i dalje znamo po gradu Aquae Iasae (Varaždinske Toplice) i po gradu u kojima im je plemensko središte-Muncipium Iasorum ili Aqae Ballissae (Daruvarske Toplice). No, Rimljani donose i mnoge novosti. Na starim trasama putova grade tvrde ceste koje spajaju novoizgrađene gradove (kod nas je glavno središte bilo Ludbreg, antička Iovia) i različite postaje (Sunista-Kunovec Breg i Piretisrub Draganovca i Koprivnice) uz koja se razvijaju i naselja, grade veliki posijedi-latifundije, utvrđuju granicu (limes) u blizini novoosvojenih područja, donose nova saznanja i vjerovanja, ali preuzimaju od domorodačkog stanovništva neke detalje u oičajima, vjerovanjima-kultu, imenima. Domaće stanovništvo, unovačeno u vojsku, moraju služiti u pomoćnim jedinicama, a kasnije nakon Karakalinog edikta 212. po. Kr. i u legijama, često u dalekim zemljama, zatim opet u stari kraj donose nakon mnogo godina nova saznanja (tako možemo suditi prema nekim predmetima da su služili u Germaniji). Rimljani ovom prostoru daju novi zamah u trgovina, ali isto tako i u obrtničkim vještinama. Uvode latinski jezik, koji u osvojenim krajevima ima i niz domaćih specifičnosti. U našem kreju glavna je cesta od sjeverne Italije i Slovenije, te od Ludbrega do Osijeka(Mursa) i dalje. Na tu cestu vezali su se sjevernije i južnije ostali pravci, koji su često imali i veću važnost za lokalno stanovništvo. Trag jedne takve ceste koja se odvajala od glavne prometnice kod Koprivnice ili Kunovec Brega i išla na Cerine, Ograd i Nove Krče vjerojatno prema dravskim prijelazima, još je na mjestima vidljiv. No, glavne ceste, za koje znamo i po najstarijim poznatim kartama iz rimskog doba (a posvjedočene su i trgovima na terenu), služile su mnogim barbarskom plemenima prilikom provala u rubne dijelove carstva, a ujedno donosila različite epidemije koje su tada harale. U početnim fazama rimske vlasti postojali su različiti mnogobožački kultovi, često spojeni sa štovanjem domaćih božanstava, koji su i dopunjavali širenjem istočnjačkih religija iz azijskih i afričkih provincija, putem legionara i trgovaca, sve dok u 4. stoljeću nije državnom vjerom postalo do tada progonjeno kršćanstvo. To se odrazilo i na ove krajeve, jer je u Ludbregu stolovao i biskup Amanitus. Promijenio se i grobni ritus pa se mrtvaci više ne spaljuju nego se sahranjuju kosturno. Sačuvao se, međutim, stari običaj polaganja priloga uz mrtvaca, kao što se i inače dio starih vjerovanja spojio s kršćanstvom.
Osim naselja uz cestu su se nalazile i nekropole. Budući da su poznati grobovi pod humcima iz Prekodravlja, u Goli i Novačkoj, koji datiraju iz kraja 2. i početka 3. stoljeća, vjeruje se da jedan dio grobnih humaka kojih oko Torčeca ima velik broj, pripada upravo razdoblju antike, tj. poganskom dijelu rimske povijesti u našim krajevima. No, na Farkašiću kod Koprivnice pronađeni su vjerojatno grobni prilozi ranog kršćanstva, zajedno s kasnoantičkim novcima 4. st. Na ogromnom nalazištu kod Vidaka nalazimo ulomke opeke i tegula, brnčanih komada, stakla, perla s ogrlice, stilos, te novce koji se mogu datirati od 2. stoljeća (Faustina) preko 3. stoljeća do dijela 4. stoljeća (Valentinijan, 364. – 375., kovnica Sisak; jedini votivni s vijencem). Na Vidaku su još pronađeni kameni žrvnjevi, četverokutni brusovi, te vrlo velika količina raznovrsne keramike. Keramičko posuđe zastupljeno je kroz vrlo različite vrste, oblike i ornamente. Tako, primjerice, ovdje nalazimo prilično ulomaka najfinije antičke keramike tkz. Terra sigillata koja na sebi ima različite reljefne prikaza, od konja u trku, stiliziranog križića, cvijeta od dijela ljudske figure (noga). Velik je broj ulomaka srednje grubog i grubljeg posuđa za zalihe ili svakodnevnu uporabu: dio takvog posuđa ukrašen je običnim ili češljastim valovnicama u horizontalnim nizovima, koje su urezane ili užlijebljene preko metličastih, češljastih ili žigosanih većih motiva. Mora se primijetiti, kao što je u kasnoj antici i inače slučaj, da postoji i više primjeraka posuđa koje je glazirano različitim nijansama zelene ili smeđe boje. K tomu valja primijetiti da postoje posude koje imaju više redne ili zaravnjene izvučene obode, slično načinu koji je mnogo kasnije ( kasnom srednjem vijeku) ponovo postojao u Europi. Boja posuđa je crvena, siva, žućkasta ili oker pa sve do crne. Brojne su i drške različitih lonaca ili amforastih posuda, koje su narebrene više puta a ponekad imaju i jamicu u donjem dijelu. Jedan pak primjerak ima iznad kratke nožice s unutarnje strane vjerojatno tanjura ili plitice dva okrugla žiga s nekim nejasnim motivima cvijeta ili stiliziranog križa. Registriran je i nalaz jedne posebne opeke s otiskom pasije šape, kao i dosta amorfne škalje (zgure) koja sugerira kovačku i talioničku djelatnost na ovom velikom gospodarskom imanju s radionicama.
S Novih Krča postoji najvjerojatnije naseobinska keramika bez užeg vremenskog opredjeljenja. Posebno zanimljivi su nalazi sa Šoderice. Tu je pronađeno keramičko posuđe, ali i bakreni kotlići, rimsko koplje, brončana tavica s natpisom HELVI, trozub i mač. No u slučaju Šoderice ne znamo radi li se naseobinskim ili grobnim nalazima. Neki prepostavljaju da su nalazi i naseobinskog i ugrobnog tipa. 
Na tročanskom području grobni humci, koji jednim dijelom sigurno potječu i iz vremena antike, tj. od razdoblja početka 4. stoljeća, nalaze se na lokaciji Novi Krči, Malo Vratno i Vidak.

## Zaključak
Zahvaljujući svom zemljopisnom položaju, kraj između Daruvara i Pakraca, smješten u samom središtu Panonske Hrvatske, od samog početka bio je naseljen. U prapovijesti, ovaj prostor pokrivale su velike kulture poput starčevićanske, sopotske ili vučedolske kulture, što samo govori o kvaliteti života i povoljnim životnim uvjetima koji su tu prevladavali. Ovaj prostor, zahvaljujući prvenstveno «termalnim vrelima», «zapinje za oko» Rimljanima te oni nakon osvajanja i osnivanja provincije Panonije osnivaju prvo naseobinu koja kasnije dobiva status muncipija. 
Starosjedioci Jazi nastavljaju svoj život s novim gospodarima koji su im vjerojatno zbog njihove savezničke uloge pri osvajanju Siscije podarili projne povlastice, primjerice manja davanja u porezu i manji broj ljudi koji je trebao biti novačen u pomćne jedinice.
Našavši se na poslije na vjetrometini usred seobe naroda, ovaj prostor na gubi stanovnike, nego se kontinuitet naseljenosti nastavlja sve do današnjih dana.